# Calanthe sinica
Calanthe sinica är en orkidéart som beskrevs av Zhan Huo Tsi. Calanthe sinica ingår i släktet Calanthe och familjen orkidéer. Inga underarter finns listade i Catalogue of Life.